# عدد مركب

يمكن أن يمثل عدد عقدي على شكل زوج من الأعداد الحقيقية مكونا بذلك متجهة على مخطط يسمى مخطط أرغند، ممثلا المستوى العقدي. "Re" هو محور الأعداد الحقيقية، "Im" هو محور الأعداد التخيلية، و هو الوحدة التخيلية والتي تحقق.

العدد المُرَكَّب أو العدد العُقَديّ أو العدد العُقْديّ (بالإنجليزية: Complex number)‏ هو أي عدد يكتب على الصورة {\displaystyle a+bi\,} حيث {\displaystyle a} و {\displaystyle b} عددان حقيقيان و {\displaystyle i} عدد تخيلي مربعه يساوي 1- (أي أن {\displaystyle i^{2}=-1}) ويسمى وحدة تخيلية. ويسمى العدد الحقيقي {\displaystyle a} بالجزء الحقيقي، والعدد الحقيقي {\displaystyle b} بالجزء التخيلي. فمثلا، 3+2i هو عدد مركب، فيه 3 هو الجزء الحقيقي و 2 هو الجزء التخيلي.
و عندما يكون "{\displaystyle b}" (أي الجزء التخيلي) مساويا ل 0، فإن قيمة العدد المركب تساوي قيمة الجزء الحقيقي "{\displaystyle a}" فقط، ويسمي العدد عددا حقيقيـا صرفا. وعندما يكون "{\displaystyle a}" (أي الجزء الحقيقي) مساويا ل 0، يكون العدد تخيليـا صرفـا.
من الممكن إجراء العمليات الحسابية العادية على الأعداد المركبة كالجمع والطرح والضرب والقسمة بطريقة تماثل الأعداد الحقيقية مع بعض الاختلافات خاصة في عملية القسمة. ولكنها أيضـا تتمتع بخصائص أخرى تمكنها من حل كافة المعادلات الجبرية العادية التي يصعب حلها باستخدام الأعداد الحقيقية فقط.
عندما وجد الرياضيون أن المعادلة ({\displaystyle x^{2}=-1}) مستحيلة الحل في مجموعة الأعداد الحقيقية كان لا بد من وضع حل لها. لذلك تمّ إيجاد عدد جديد هو العدد التخيلي i. وتعريف العدد i هو الجذر التربيعي للعدد 1-.
وهنا يكمن التعقيد. فمن المعلوم أنه ليس للعدد 1- جذر تربيعي، ولكن هذا في الأعداد الحقيقية. فكما أنه لا وجود للعدد 5- في الأعداد الطبيعية ولكنه موجود في الأعداد الصحيحة (والحال نفسه بالنسبة للعدد {\displaystyle i}) فالرياضيات هي علم وضعه البشر ولهم الحق في تطويره وتجديده وفق قواعد واضحة تخضع للمنطق الرياضي ولا تنافي المبادئ الرياضية والموضوعات والبديهيات في علم الرياضيات.

## نظرة شاملة
تمنح الأعداد العقدية حلولا لبعض الأنواع من المعادلات التي لا تقبل أية حلول في مجموعة الأعداد الحقيقية : المعادلة
{\displaystyle (x+1)^{2}=-9\,}
لا تقبل أي حل حقيقي لأن مربع عدد حقيقي إما يساوي الصفر أو هو موجب. الأعداد المركبة تمنح حلاً لهذه المعضلة. الفكرة هي تمديد الأعداد الحقيقية بالوحدة التخيلية i حيث {\displaystyle i^{2}=-1}, مما يمكن من إيجاد حل للمعادلة السابقة. في هذه المعادلة الحل هو −1 ± 3i. هكذا، ليس فقط تصبح جميع المعادلات التربيعية ذات المتغير الواحد قابلة للحلحلة، بل أيضا، تصبح جميع المعادلات الحدودية ذات المتغير الواحد قابلة للحلحلة باستعمال الأعداد العقدية.

### تعريف

بيان للمستوى العقدي. الجزء الحقيقي لعدد مركب z = x + iy هو x, وجزءه التخيلي هو y.

عدد مركب هو عدد يُكتب على الشكل التالي :
{\displaystyle a+bi,\ }
حيث a و b عددان حقيقيان و i هي الوحدة التخيلية, وتحقق i2 = −1. على سبيل المثال، {\displaystyle -3.5+2i\ } هو عدد عقدي. عادة، يُشار إلى العدد العقدي {\displaystyle a+0i\ } ب a وإلى العدد العقدي {\displaystyle 0+bi\ } ب {\displaystyle bi\ }. بالإضافة إلى ذلك، عندما يكون الجزء التخيلي سالبا، يكتب العدد العقدي على شكل {\displaystyle a-bi\ } حيث b موجب بدلا من {\displaystyle a+(-b)i\ }. على سبيل المثال، يُكتب {\displaystyle 3-4i\ } بدلا من {\displaystyle 3+(-4)i\ }.
رمز مجموعة الأعداد العقدية هو {\displaystyle \mathbf {C} } أو {\displaystyle \mathbb {C} }.
العدد الحقيقي a الذي يظهر في تعريف العدد العقدي z = a+ bi يسمى الجزء الحقيقي ل z، بينما يسمى b الجزء التخيلي ل z. هكذا، الجزء التخيلي لعدد عقدي ما، هو عدد حقيقي (لا يتضمن الوحدة التخيلية) : الجزء التخيلي ل z هو b وليس bi. يُرمز للجزء الحقيقي ب (Re(z أو (ℜ(z, ويُرمز إلى الجزء التخيلي ب (Im(z أو (ℑ(z. على سبيل المثال،,
{\displaystyle \operatorname {Re} (-3.5+2i)=-3.5,\ }
{\displaystyle \operatorname {Im} (-3.5+2i)=2.\ }
أحيانـًا، يُكتب العدد المركب z على الصورة z = a + bj (خصوصـًا في مجال الهندسة الكهربية، وذلك باستخدام الرمز "j" بدلا من "i"، لأن "i" هو رمز التيار الكهربي)

### المستوى العقدي

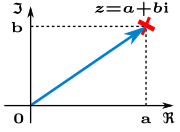
رُسم عدد عقدي على شكل نقطة (باللون الأحمر) وعلى شكل متجهة (باللون الأزرق) في رسم أرغند البياني؛ التعبير المستطيلي للنقطة.

يمكن أن يُنظر إلى عدد عقدي على أنه نقطة أو متجه ينطلق من أصل المَعلم في نظام إحداثيات ديكارتي ثنائي الأبعاد يسمى المستوى العقدي أو رسم أرغند البياني, المسمى هكذا نسبة إلى جون روبرت أرغند. عادة ما يُرسم الجزء الحقيقي لعدد عقدي على المحور الأفقي بينما يُرسم جزؤه التخيلي على المحور العمودي.

### التاريخ
أول إشارة سريعة إلى الجذور المربعة للأعداد السالبة قد تعود إلى أعمال عالم الرياضيات الإغريقي هيرو السكندري، الذي عاش في القرن الأول بعد الميلاد.
يرجع أول ظهور للأعداد المركبة إلى عام 1545 حينما نشر عالم الرياضيات الإيطالي جيرولامو كاردانو حلحلة للمعادلات من الدرجة الثالثة.
ولكنه فهمه لهذه الأعداد كان بدائيا. فيما بعد عمل عالم الرياضيات رافائيل بومبيلي في هذا المجال.
في عام 1748، ذهب ليونهارت أويلر إلى أبعد من ذلك مطورا لصيغة أويلر في التحليل العقدي:
{\displaystyle \cos \theta +i\sin \theta =e^{i\theta }}
فيما بعد، عمل على هذا الموضوع كل من ريتشارد ديدكايند وأوتو هولدر وفيليكس كلاين وهنري بوانكاريه وهيرمان شفارز وكارل فايرشتراس وآخرون.
انظر إلى المبرهنة الأساسية في الجبر.

الجذور المكعبة الثلاثة ل 1-، اثنان منها أعداد مركبة

## العمليات الأساسية
نفس العمليات والقواعد الحسابية في الأعداد الحقيقة {\displaystyle \mathbb {R} } يمكن تطبيقها على الأعداد المركبة. باستعمال تجميعية الجمع وتوزيعية الضرب نحصل على ما يلي:

### مرافق عدد مركب
مرافق العدد المركب {\displaystyle x+yi\,} هو العدد المركب {\displaystyle x-yi\,}. يُرمز لمرافق العدد المركب {\displaystyle z} بالرمز {\displaystyle {\bar {z}}}. هندسيا، {\displaystyle {\bar {z}}} هو انعكاس {\displaystyle z} حول محور الأعداد الحقيقية. هكذا محاولة الحصول على مرافق مرافق عدد مركب ما تعطي العدد ذاته : {\displaystyle {\bar {\bar {z}}}=z}.
يمكن أن يستخلص الجزءان الحقيقي والتخيلي انطلاقا من مرافق عدد مركب ما، كما تبين المعادلتان التاليتان :
{\displaystyle \operatorname {Re} \,(z)={\tfrac {1}{2}}(z+{\bar {z}})\,}
{\displaystyle \operatorname {Im} \,(z)={\tfrac {1}{2i}}(z-{\bar {z}}).\,}
بالإضافة إلى ذلك، فإن عددا مركبا ما حقيقيٌ إذا وفقط إذا كان مساويا لمرافقه.
البحث عن المرافق يتوزع على العمليات الحسابية الاعتيادية كما تبين المعادلات التالية:
- {\displaystyle {\overline {z+w}}={\bar {z}}+{\bar {w}}\,} أي أن مرافق مجموع عددين مركبين هو مجموع مرافق كل من حدي المجموع.
- {\displaystyle {\overline {zw}}={\bar {z}}{\bar {w}}\,} أي أن مرافق حاصل ضرب عددين مركبين هو حاصل ضرب المرافقين لهذين العددين.
- {\displaystyle {\overline {(z/w)}}={\bar {z}}/{\bar {w}}\,} أي أن مرافق حاصل قسمة عددين مركبين هو حاصل قسمة المرافقين لهذين العددين.

مقلوب عدد مركب ما مختلف عن الصفر {\displaystyle z=x+yi\,}، هو :
{\displaystyle {\frac {1}{z}}={\frac {\bar {z}}{z{\bar {z}}}}={\frac {\bar {z}}{x^{2}+y^{2}}}.}
لاحظ أن ناتج عملية القسمة السابقة نحصل عليه بضرب كلا من
البسط والمقام في العدد المرافق للمقام.
الجذر التربيعي لحاصل ضرب عدد مركب في مرافقه يسمى معيار العدد المركب.

### الجمع والطرح
تتم عملية الجمع كما يلي:
{\displaystyle (a+bi)+(a'+b'i)=(a+a')+(b+b')i\,}
وكذلك عملية الطرح كما يلي:
{\displaystyle (a+bi)-(a'+b'i)=(a-a')+(b-b')i\,}

يمكن أن يُجمع عددان مركبان بطريقة هندسية وذلك بإنشاء متواز للأضلاع.

يلاحظ أن الجزء الحقيقي للناتج هو محصلة الجزئين الحقيقيين للعددين، وبالمثل الجزء التخيلي للناتج هو محصلة الجزئين التخيليين للعددين.

### الضرب والقسمة
تتم عملية الضرب كما يلي:
{\displaystyle (a+bi)(a'+b'i)=(aa'-bb')+(ab'+a'b)i\,}
تتم عملية القسمة كما يلي:
بضرب البسط والمقام بمرافق المقام.
{\displaystyle {\frac {a+bi}{a'+b'i}}={\frac {(aa'+bb')+i(a'b-ab')}{a'^{2}+b'^{2}}}\,}

### الجذر التربيعي
انظر أيضا الجذر التربيعي للأعداد السالبة وللأعداد العقدية
الجذران التربيعيان للعدد العقدي a + bi (مع b ≠ 0) هما {\displaystyle \pm (\gamma +\delta i)} حيث :
{\displaystyle \gamma ={\sqrt {\frac {a+{\sqrt {a^{2}+b^{2}}}}{2}}}}
و
{\displaystyle \delta =\operatorname {sgn}(b){\sqrt {\frac {-a+{\sqrt {a^{2}+b^{2}}}}{2}}}}
حيث sgn هي دالة الإشارة.

## تمثيل الأعداد المركبة
إذا كان z عددا مركبا، و a و b عددين حقيقيين، و i هو الوحدة التخيلية، فمن الممكن تمثيل العدد المركب z كما يلي:

### التمثيل الجبري
يكتب العدد المركب z جبريًا بالشكل:
{\displaystyle \,z=a+bi}

### التمثيل الهندسي أو القطبي
الشكل الجبري للأعداد المركبة هو {\displaystyle z=a+bi} لذا فكل عدد مركب هو زوج مرتب {\displaystyle (a,b)} في محور الأعداد، وكل زوج كهذا يمكن حساب إحداثياته بواسطة الزاوية المتكونة من التقاء محور {\displaystyle x} مع الخط المستقيم الخارج من نقطة الأصل ويمر في الزوج {\displaystyle (a,b)}, وأيضا بواسطة طول الخط المحصور بين {\displaystyle (a,b)} و- {\displaystyle (0,0)}. هذه الإمكانية تسمح بصياغة العدد المركب بالشكل التالي :
{\displaystyle z=r(\cos \theta +i\sin \theta ),}
حيث:
{\displaystyle r={\sqrt {a^{2}+b^{2}}}}
{\displaystyle \theta =\,tan^{-1}({\frac {b}{a}})}

### التمثيل الأسي
يكتب العدد على شكل
{\displaystyle \,z=|z|.e^{i\theta }}
حيث:
{\displaystyle |z|={\sqrt {a^{2}+b^{2}}}}
{\displaystyle \theta =\,tan^{-1}(b/a)}

## الخصائص

### حلول المعادلات الحدودية
ليكن a0, …, an أعدادا مركبة (تسمى معاملات). للمعادلة
{\displaystyle a_{n}z^{n}+\dotsb +a_{1}z+a_{0}=0}
حل واحد على الأقل z، إذا افتُرض أنه على الأقل أحد الأعداد ذات الدرجات الأعلى، a1, …, an غير مساو للصفر. هذا هو نص المبرهنة الأساسية في الجبر. لهذا السبب، يُقال عن المجموعة C أنها حقل مغلق جبريا. هذه الخاصية ليست متوفرة في حقل الأعداد الجذرية Q (ليس لمتعددة الحدود x2 − 2من جذر كسري بما أن حلها هو √2 و هو عدد غير كسري). مجموعة الأعداد الحقيقية R لا تمتلك هي أيضا هذه الخاصية (ليس لمتعددة الحدود x2 + aمن جذر حقيقي عندما يكون a موجبا قطعا).
انظر إلى مبرهنة ليوفيل وإلى طوبولوجيا وإلى نظرية غالوا وإلى مصفوفة مربعة وإلى القيم الذاتية والمتجهات الذاتية.

## التحليل العقدي

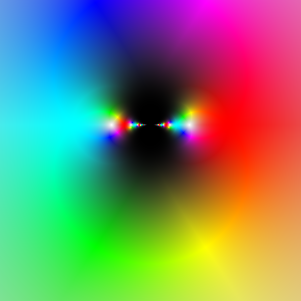
تلوين المجال (Domain Coloring) للدالة sin(1/z). الأجزاء السوداء في وسط الصورة تشير إلى أعداد لها قيم مطلقة كبيرة.

دراسة الدوال اللائي متغيراتها أعداد مركبة، تسمى التحليل العقدي، وله تطبيقات هائلة في الرياضيات التطبيقية كما في باقي فروع الرياضيات. عادة، البراهين الأكثر بساطة في التحليل الحقيقي وحتى في نظرية الأعداد تستعمل تقنيات مستمدة من التحليل العقدي (انظر مبرهنة الأعداد الأولية على سبيل المثال).

### الدوال التامة الشكل
يقال عن دالة f : C → C أنها دالة تامة الشكل إذا حققت معادلات كوشي-ريمان. على سبيل المثال، كل تحويل خطي C → C يكتب على الشكل :
{\displaystyle f(z)=az+b{\overline {z}}}
حيث a و b عددان عقديان. يكون هذا التحويل كامل الشكل إذا وفقط إذا كان b مساويا للصفر.

## لحق نقطة ولحق متجهة

تمثيل هندسي لعدد مركب

المستوى {\displaystyle {\mathcal {P}}} منسوب لمعلم متعامد، متجانس (ممنظم) {\displaystyle (O;{\vec {u}},{\vec {v}})}، التطبيق الذي يربط كل عدد مركب {\displaystyle z\,} جزؤه الحقيقي a وجزؤه التخيلي b بالنقطة M التي زوج احداثياتها
{\displaystyle (a,b)\,} من {\displaystyle {\mathcal {P}}}، هو تطبيق تقابلي والعدد المركب {\displaystyle a+bi\,} يسمى 'لحق' النقطة M ويرمز له بالرمز {\displaystyle \mathrm {Aff} (M)\,}
التطبيق الذي يربط كل عدد مركب جزؤه الحقيقي a وجزؤه التخيلي b بالمتجهة {\displaystyle {\vec {u}}} من {\displaystyle {\mathcal {V}}} التي أفصولها a وأرتوبها b، هو تطبيق تقابلي والعدد المركب {\displaystyle a+bi\,} يسمى 'لحق' المتجهة {\displaystyle {\vec {u}}}.

## تطبيقات

### نظرية التحكم
نظرية التحكم

### جريان الموائع
انظر إلى جريان الموائع.

### معالجة الإشارة
تستعمل الأعداد المركبة في معالجة الإشارة.

### الهندسة الرياضية

#### الهندسة الكسيرية
عد من الكسيريات يرسم في المستوى العقدي. على سبيل المثال مجموعة ماندلبرو ومجموعات جوليا.

#### المثلثات
انظر إلى مبرهنة ماردن وإلى دالة تكعيبية.

### نظرية الأعداد الجبرية

إنشاء متعدد منتظم للأضلاع باستعمال الفرجار والمسطرة.

لكل معادلة حدودية غير ثابتة وذات معاملات مركبة، كما سبق ذكر ذلك، حل في C. هذه المسألة تبقى صحيحة حتى إذا كانت هؤلاء المعاملات أعدادا كسرية. جذور هذه المعادلات تسمى أعداد جبرية. تشكل الأعداد الجبرية موضوع دراسة أساسي في النظرية الجبرية للأعداد.
انظر إلى حقل (رياضيات) وإلى حقل الأعداد الجبرية وإلى جذور الوحدة (تحليل عقدي) وإلى تساعي (مضلع) وإلى إنشاءات الفرجار والمسطرة وإلى عدد طبيعي غاوسي وإلى مبرهنة فيرما حول مجموع مربعين.

### نظرية الأعداد التحليلية
تدرس نظرية الأعداد التحليلية الأعداد الطبيعية والجذرية، مستغلة كونها قابلة للتمثيل على شكل أعداد عقدية. على سبيل المثال، ترتبط دالة زيتا لريمان ζ(s) بتوزيع الأعداد الأولية.